# Nizina Nadbrzeżna
Nizina Nadbrzeżna (ang. Coastal Plain) – rozległa nizina we wschodniej części kontynentu północnoamerykańskiego, we wschodniej i południowo-wschodniej części Stanów Zjednoczonych i północno-wschodnim Meksyku. Rozciąga się na długości ponad 3500 km wzdłuż wybrzeża Oceanu Atlantyckiego i Zatoki Meksykańskiej, od półwyspu Cape Cod na północy po Kordylierę Wulkaniczną na południu. W jej obrębie wyszczególnia się Nizinę Atlantycką i Nizinę Zatokową.
Nizina zajmuje obszar ponad 1,2 mln km², zamieszkana jest przez ponad 78 mln ludzi (2015). Do największych ośrodków miejskich na jej obszarze należą: Nowy Jork, Miami, Filadelfia, Dallas–Fort Worth, Houston, Waszyngton, Monterrey, Tampa–St. Petersburg, Baltimore, San Antonio, Orlando i Austin.